# Леппнеэме
Ле́ппне́эме (эст. Leppneeme), ранее также Ле́пне́ме и Ле́пне́мме — деревня в волости Виймси уезда Харьюмаа, Эстония.

## География и описание
Расположена на восточном берегу залива Мууга в 15 километрах от центра Таллина. Высота над уровнем моря — 20 метров.
В деревне находится порт Леппнеэме, посредством которого осуществляется морское сообщение с островом Прангли. В море недалеко от деревни расположена отмель Крясули.
Климат умеренный. Официальный язык — эстонский. Почтовый индекс — 74009.

## Население
По данным переписи населения 2011 года, в деревне проживали 464 человека, из них 430 (92,7 %) — эстонцы.
По данным переписи населения 2021 года, в деревне насчитывалось 587 жителей, из них 545 (92,8 %) — эстонцы.
Численность населения деревни Леппнеэме по данным переписей населения:
| Год  | 1959 | 1970  | 1979  | 1989 | 2000  | 2011  | 2021  |
| ---- | ---- | ----- | ----- | ---- | ----- | ----- | ----- |
| Чел. | 116  | ↗ 183 | ↘ 124 | ↘ 97 | ↗ 172 | ↗ 464 | ↗ 587 |

## История
Впервые деревня упоминается в 1373 году как Langenes в поминальных книгах монастыря Святой Бригитты, по другим источникам — в 1376 году как деревня балтийских шведов Thusnes (позже — Turisnäs).
В дальнейшем её названиями были Лангнес (Langnes) и Лангнис (Langnis). С 1693 года деревня называется Леппнеэме.
На военно-топографических картах Российской империи (1846–1863 годы), в состав которой входила Эстляндская губерния, деревня обозначена как Лепнеме.
В средние века в деревне проживали эстонские шведы. Жители деревни столетиями занимались ловлей рыбы. У каждого хозяйства было своё место в порту, лодка и сети. В настоящее время рыболовство остаётся здесь главным видом хозяйственной деятельности. Первые места в улове занимают салака, камбала, окунь и морской сиг. В меньшем количестве вылавливаются бельдюга, тюрбо, вимба, уклейка, плотва, судак, лещ, лосось и угорь.
В советское время Леппнеэме деревня относилась к рыболовецкому колхозу имени Кирова. В деревне был рыбный порт и коптильный цех.

## Достопримечательности
На побережье Леппнеэме находятся довольно редкие в Эстонии, частично затопляемые луга. В полукилометре к северу от деревни в море находится каменистый остров Келлинкхольм (Kellynckholm), который в летний период становится прибежищем для разных видов морских птиц.

## Происхождение топонима
Название деревни отсылает к словам «ольха» (эст. lepp) и «мыс, коса» (эст. neem). На побережье ольха является главным видом произрастающих деревьев. В южных лесах деревни доминируют хвойные деревья.

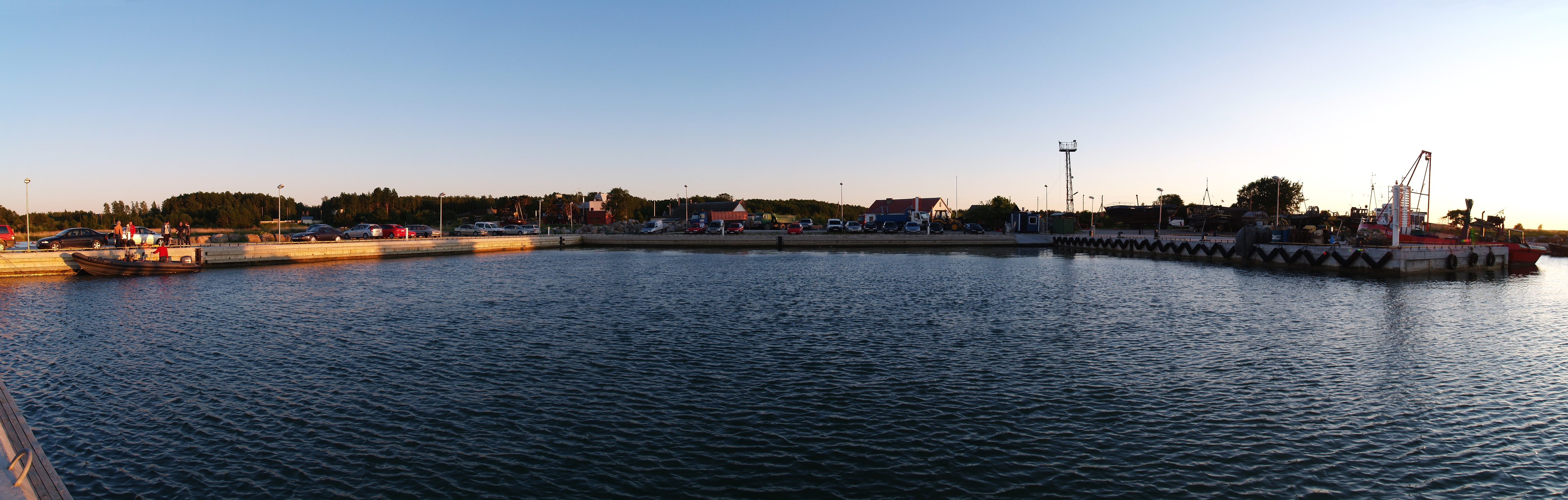
Панорама порта Леппнеэме, 2010 год

## Галерея

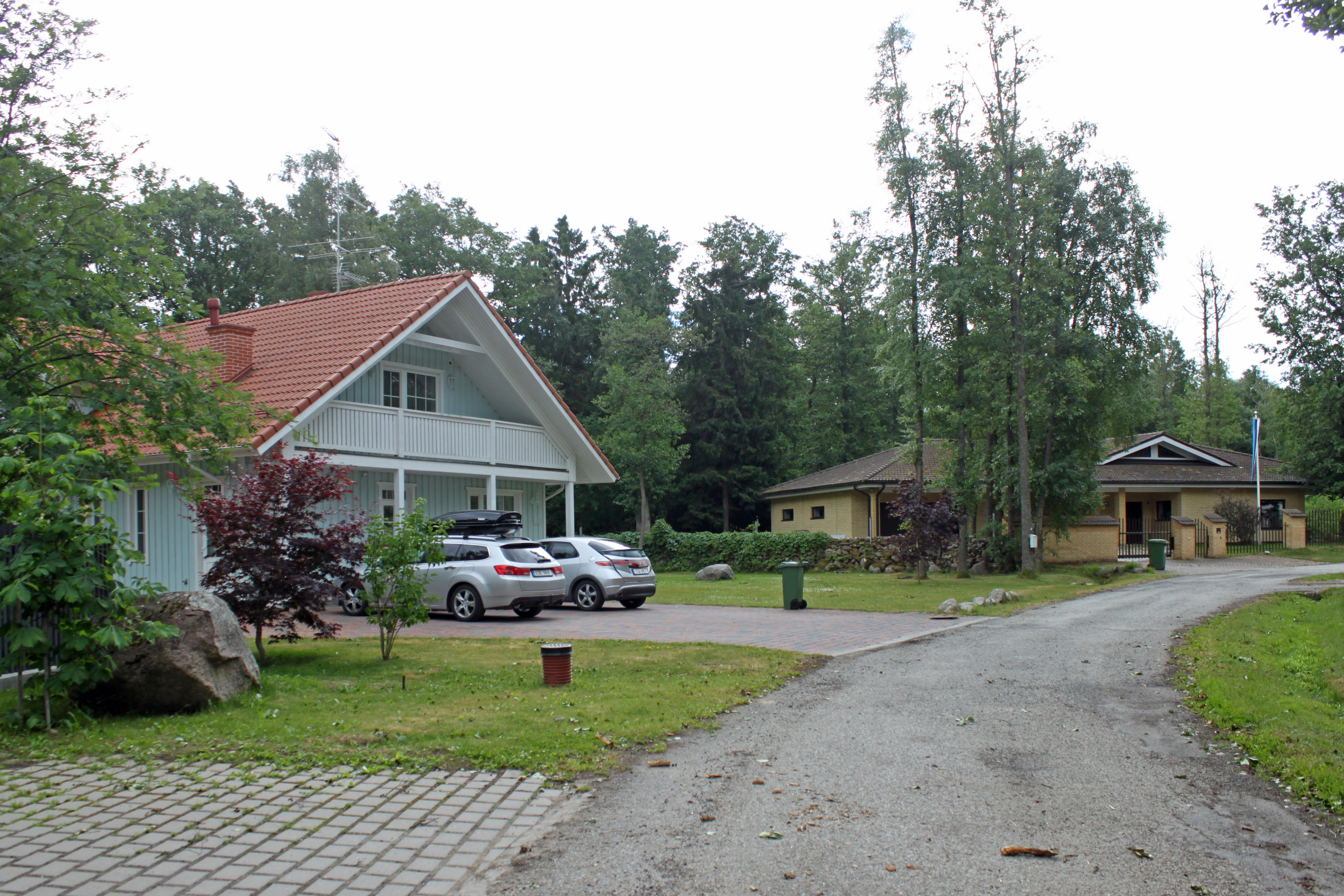
Улица Карусамбла в Леппнеэме
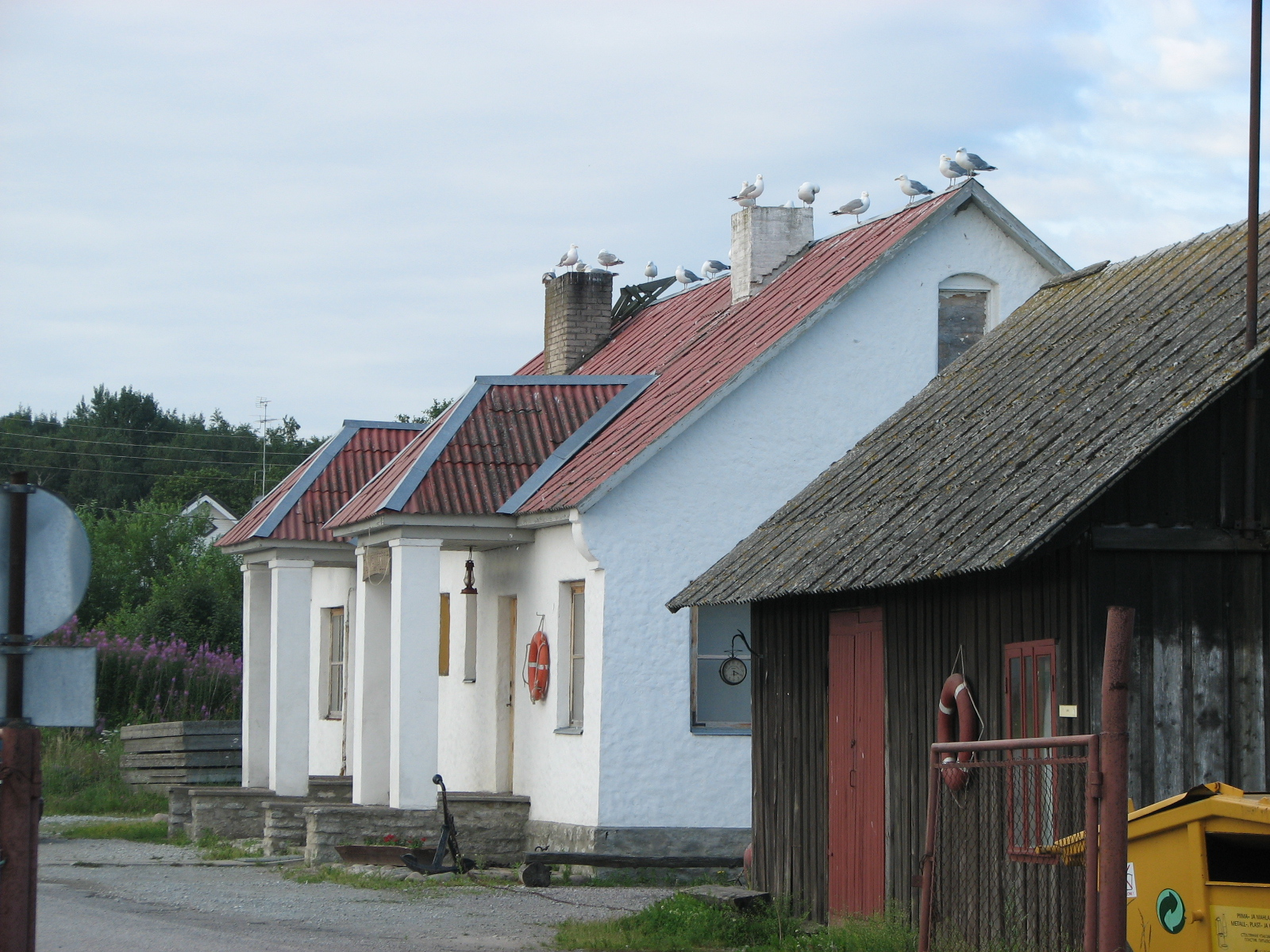
Здание порта Леппнеэме
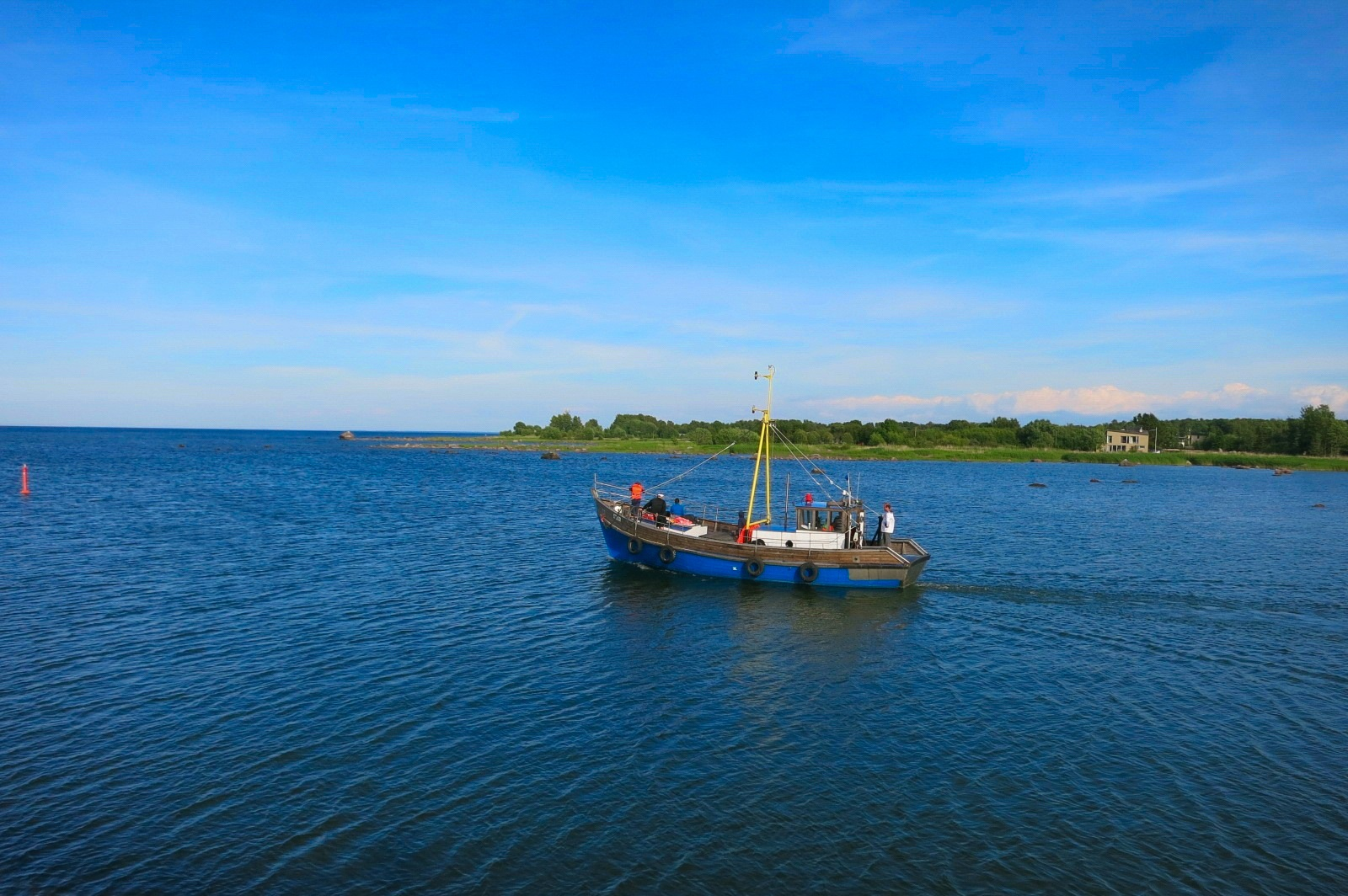
Морской пейзаж в Леппнеэме
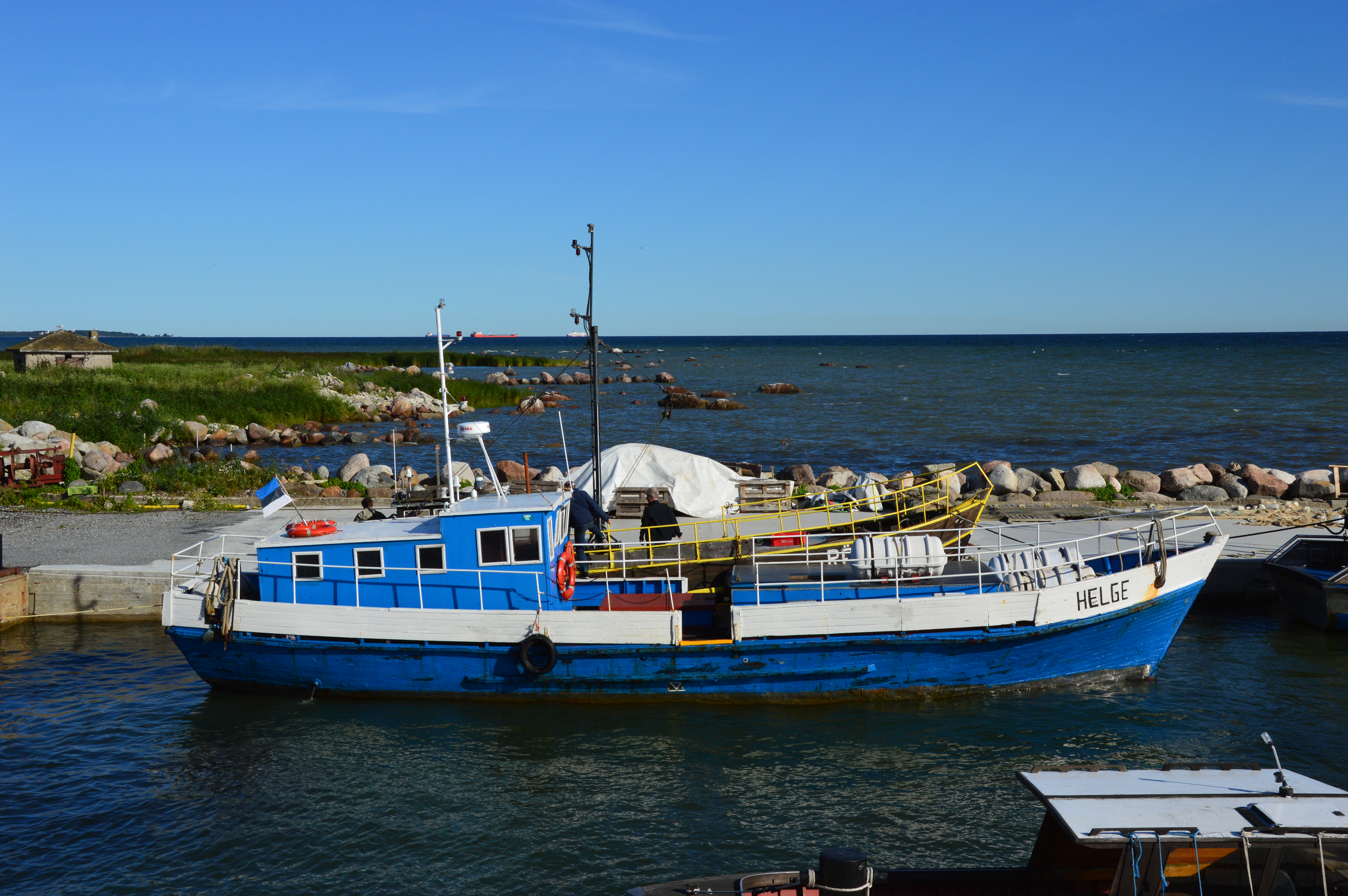
Судно Helge в порту Леппнеэме
- Видео с дрона: Леппнеэме в 2022 году